# Циквіліанткарі
Циквіліанткарі (груз. წიკვლიანთკარი) — село в Грузії.
За даними перепису населення 2014 року в селі проживає 27 осіб.